# Furusundsleden (färjeled)
Denna artikel handlar om Trafikverkets allmänna färjeled. För den norra farleden in till Stockholm, se Furusundsleden
Furusundsleden är en allmän färjeled inom Trafikverket Färjerederiets verksamhet.

## Beskrivning
Färjan trafikerar sträckan Furusund–Köpmanholm på Yxlan i Stockholms skärgård och korsar den norra, hårt trafikerade farleden till och från Stockholm med samma namn (se Furusundsleden). Färjeförbindelsen existerar sedan 1954.
Trafiken bedrivs med två bilfärjor, M/S Frida och M/S Nora men ibland även av M/S Yxlan och M/S Gulli. Färjorna tar 50 respektive 24 personbilar per tur och är frigående. Överfarten är 600 meter och tar ungefär 4 minuter. Tidtabellen är synkroniserad med tidtabellen för färjorna på Blidöleden, som går från sydöstra sidan av Yxlan till ön Blidö. Resan med vägfärjan är avgiftsfri.

## Bilder

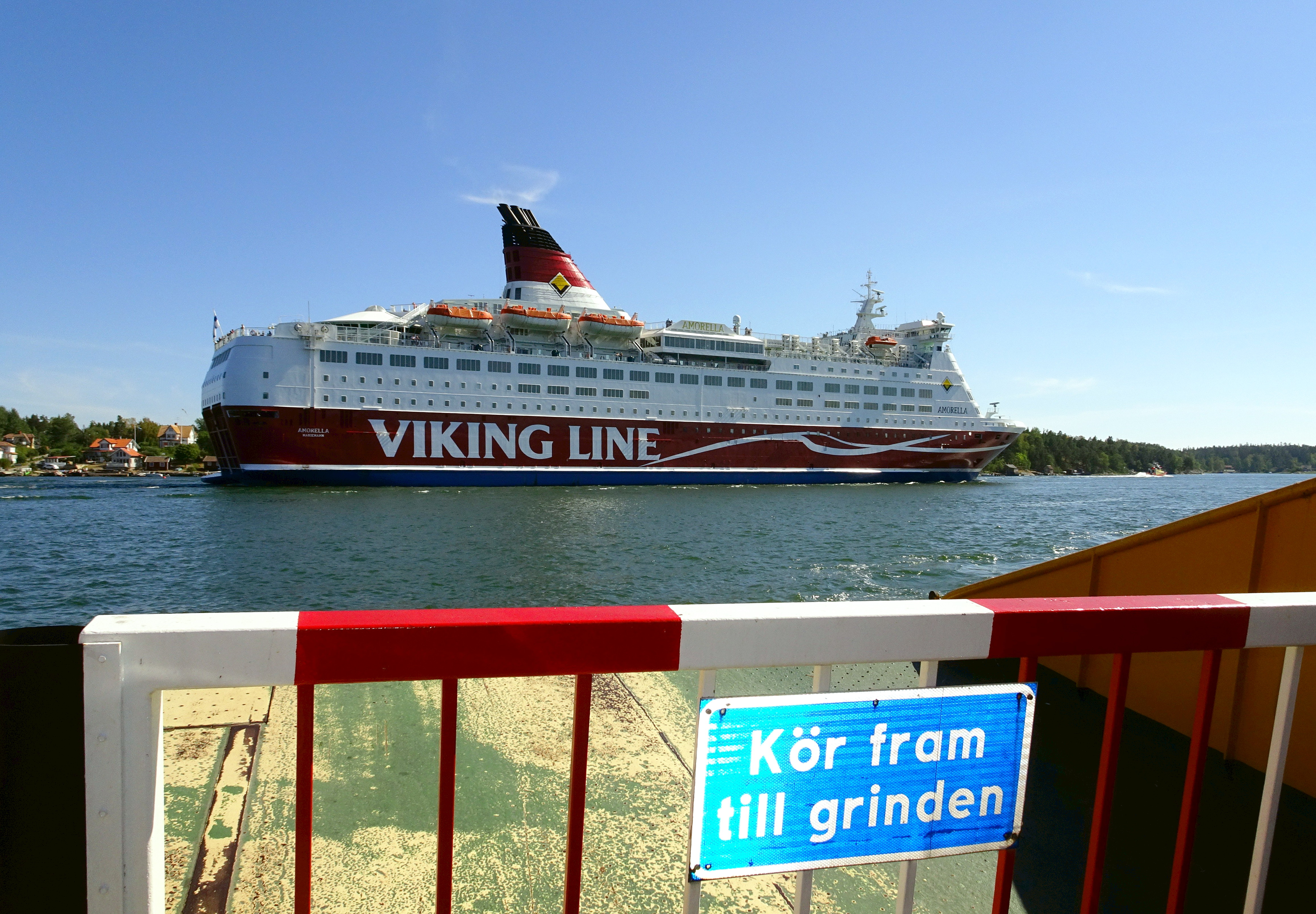
På Furusundsleden mot Yxlan
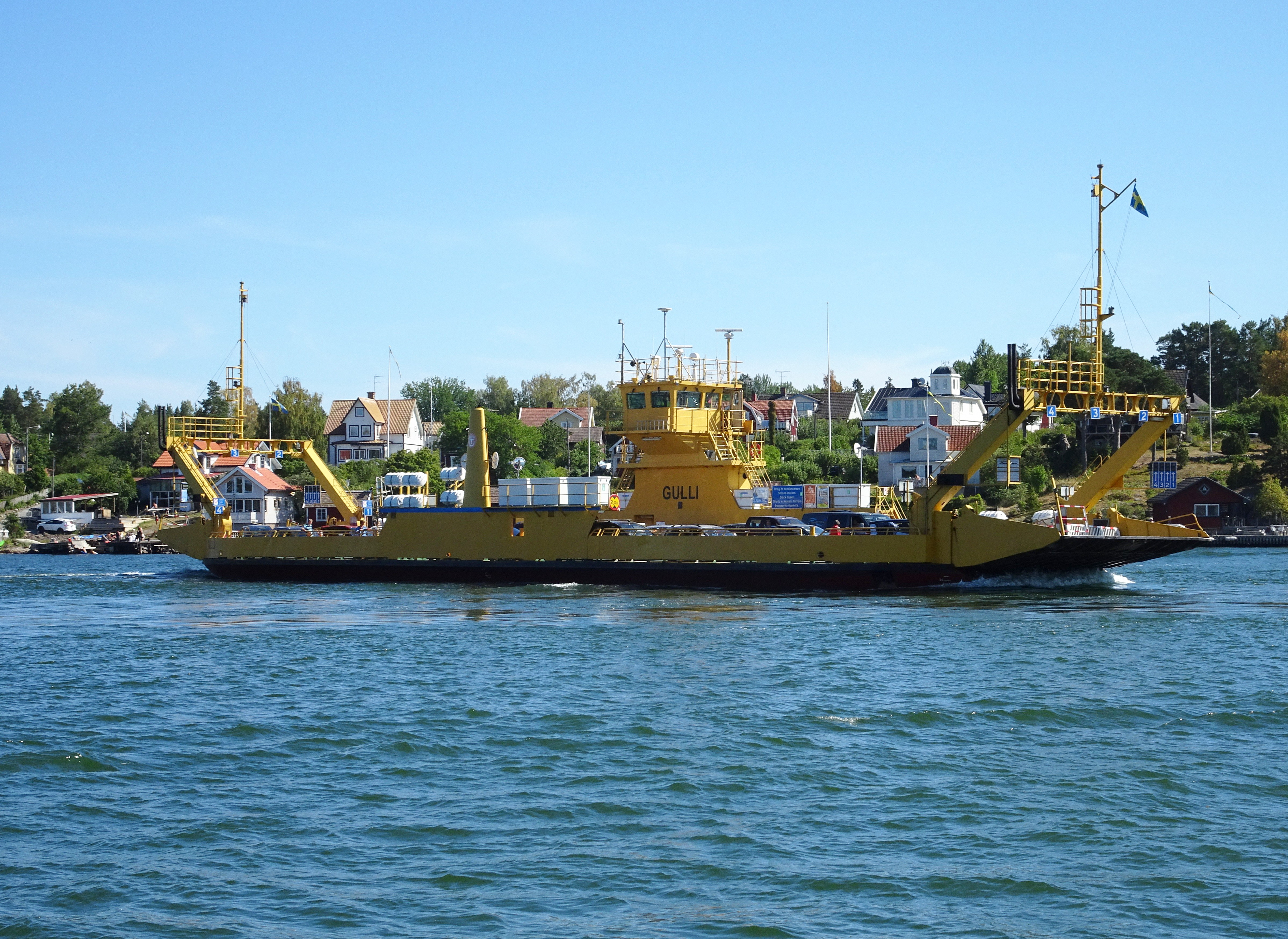
Färjan Gulli med Köpmanholm i bakgrunden
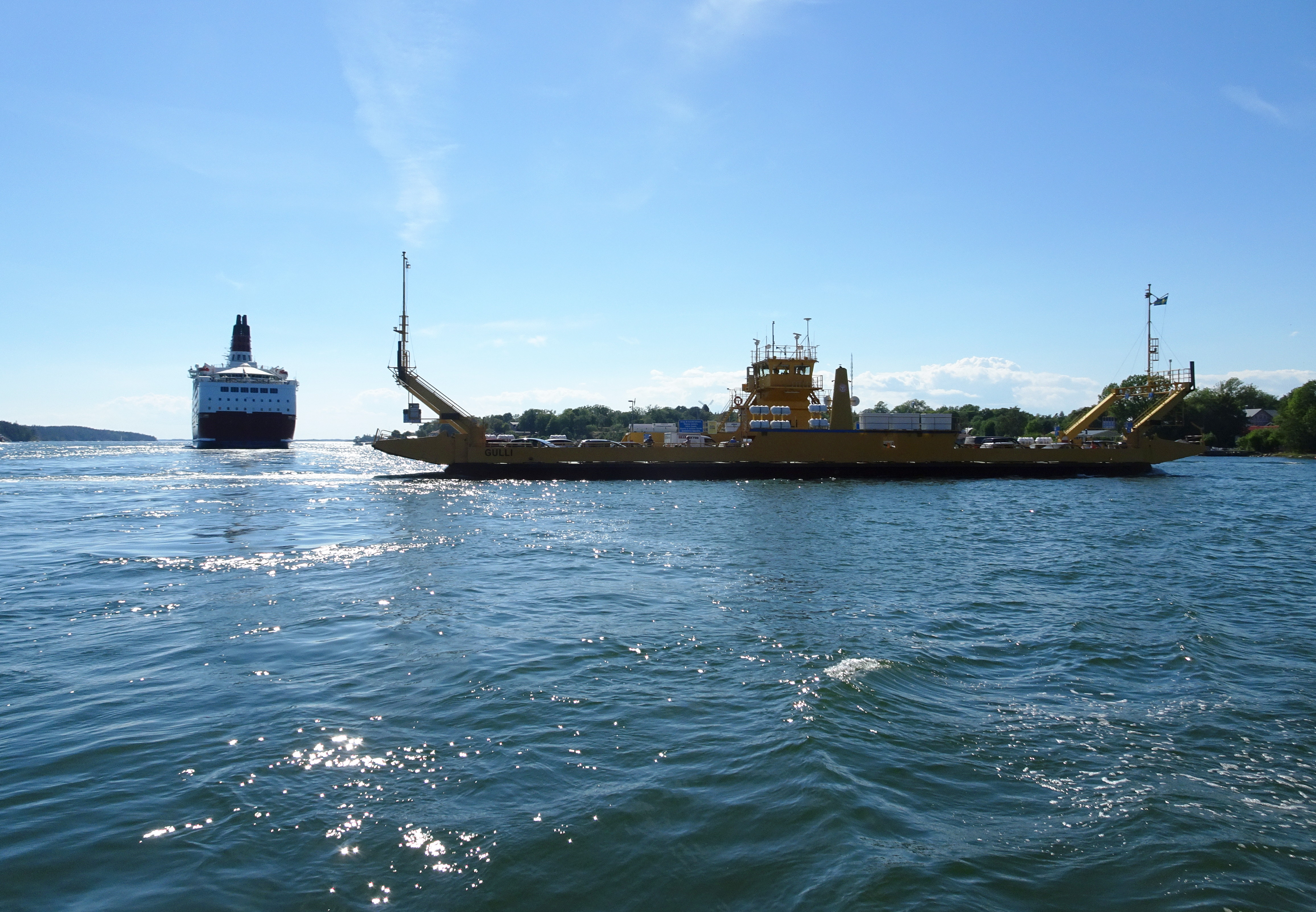
Gulli på Furusundsleden